# Магарбаал (цар Арваду)
Магарбаал (1-а пол. V ст. до н. е.) — цар міста-держави Арвад. У давньогрецьких джерелах (Геродот і Діодор Сицилійський) відомий як Мербал.

## Життєпис
Син Адгербала, царя Арваду. Посів трон приблизно в 490-х роках до н. е. Основні відомості про Магарбаала відносяться до періоду греко-перських війн.
480 року до н. е. очолив арвадські судна, що доєдналися до царського флоту. Геродот ставить равадський флот на 3-є місто слідом за сідонським і тірським, що відповідає політичному і економічному значенню Арваду на той час.
Брав участь у морських битвах при Артемісії та Саламіні. За свідченням Діодора Сицилійського, залишки флоту фінікійців, не чекаючи дозволу перського царя, залишили прибережні води Аттики і відпливли до себе на батьківщину. Можливо це стало причиною наказу царя Ксеркса I стратити багатьох фінікійських флотоводців. Але невідомо чи був серед них був Магарбаал. Наступні царі Арваду до початку IV ст. до н. е. невідомі.